# Marin-Marie
Pour les articles homonymes, voir Marie.
Marin-Marie, pseudonyme de Marin de Saint-Front, né le 10 décembre 1901 à Fougerolles-du-Plessis (Mayenne) et mort le 11 juin 1987 à Saint-Hilaire-du-Harcouët dans la Manche, est un écrivain, peintre de marine et navigateur français.

## Biographie

### Famille

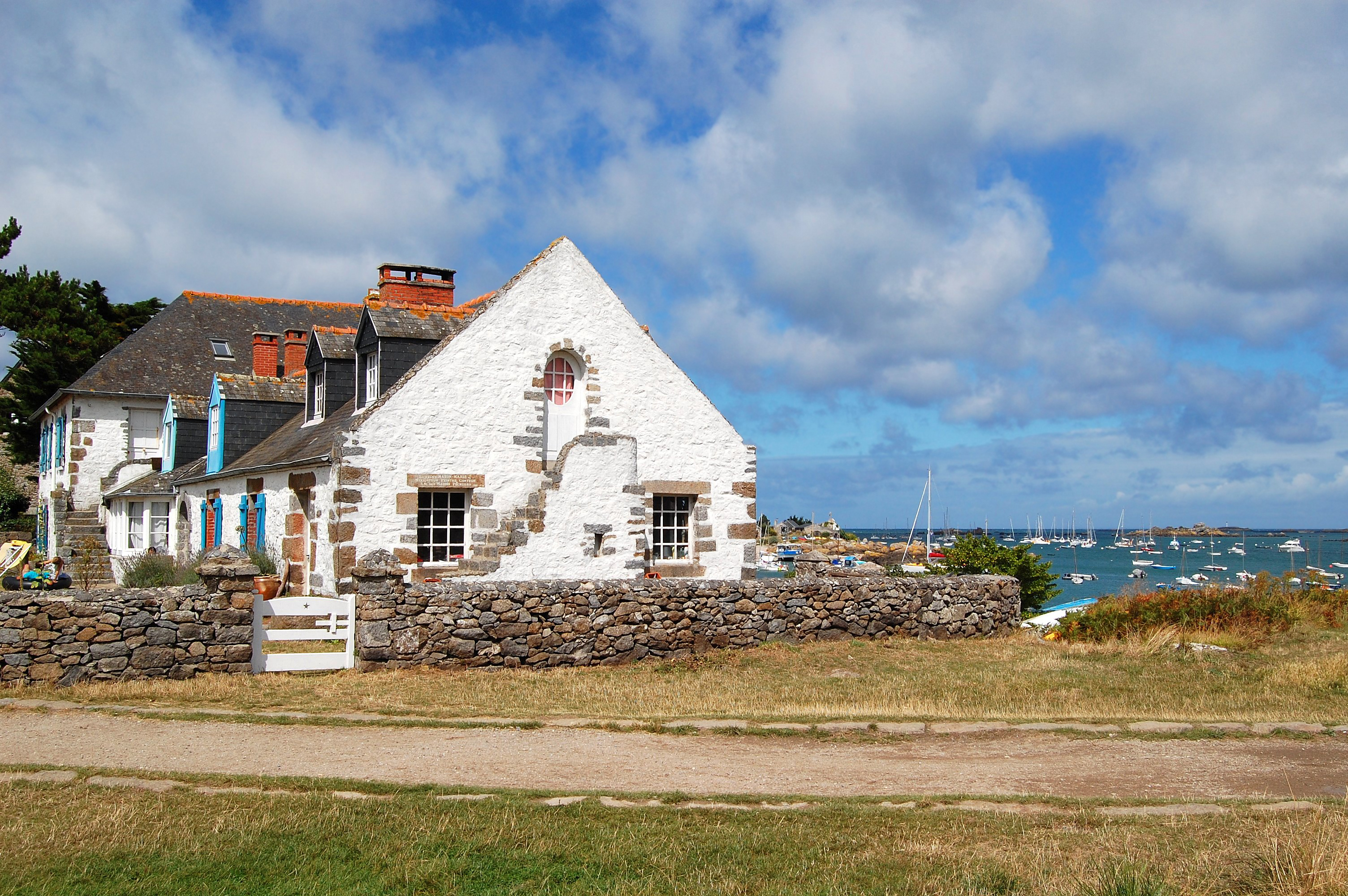
Façade sud et pignon est de la maison de Marin-Marie à Chausey.

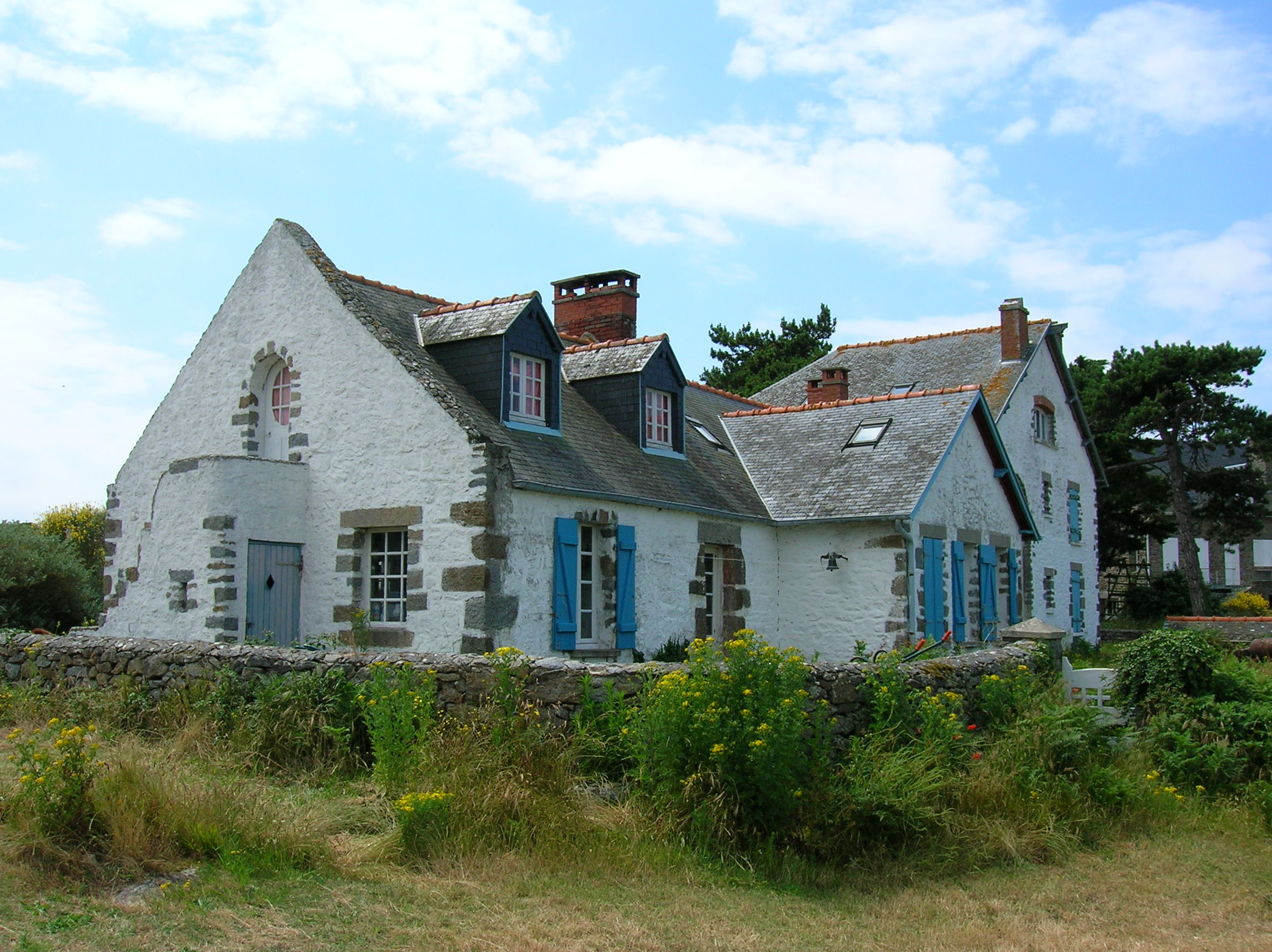
Façade nord et pignon est de la maison de Marin-Marie à Chausey.

Marin Marie Paul Emmanuel Durand Couppel de Saint-Front est né en Mayenne, à Fougerolles-du-Plessis, dans une famille bourgeoise habitant le manoir de Clairefontaine, domaine agricole que son père avait acheté grâce à divers héritages.
Son père, Jules Pierre Henri Anthyme Durand Couppel de Saint-Front (1862-1941), était passionné par les bateaux et en fit construire plusieurs avant son mariage. C'était son propre père Anthyme Durand qui avait ajouté à son patronyme celui de sa mère.
Sa mère, Marie Lefas, artiste peintre, est une élève d'Henri Harpignies.
Le couple a quatre fils et le père en pousse trois à se lancer dans la marine : outre Marin, il y aura Yves, contre-amiral (1899-1972), Jacques et Jean (1905-1985) marchand d’autographes à Paris sous le nom de Saint-Hélion et généalogiste.
Le pseudonyme de Marin-Marie est composé de ses premier et deuxième prénoms Marin et Marie, son second prénom étant aussi celui de sa mère morte en 1913. 
Il est influencé par sa mère, et par la découverte des îles Chausey, où son père l'initie dès son plus jeune âge à la mer. En 1919, son père avait acheté un tiers de la partie privée de l'île et avait été un des trois créateurs de la S.C.I. qui détient Chausey. Il défendit toute sa vie le statut territorial de l'île de Chausey et les droits de ses pêcheurs. 
Il partage sa vie entre Chausey et Saint Hilaire du Harcouët où il réside. Un de ses tableaux est conservé dans la salle des mariages de la mairie de Saint-Hilaire-du-Harcouët.

### Jeunesse et service militaire
Il est élève au collège Saint-Charles de Saint-Brieuc, aujourd'hui également lycée et collège, avec Émile Daubé comme professeur de dessin, puis étudiant à Rennes, il devient docteur en droit. Il suit les cours du soir de l'École des beaux-arts de Paris. En 1923-1924, il expose à la galerie Devambez à Paris. Il fait son service militaire sur le Pourquoi pas ? du commandant Charcot chargé de missions de recherche et de sauvetage sur la banquise arctique. Il est matelot sans spécialité en 1925 sur le navire du commandant Charcot. Les deux hommes se lient d'une profonde amitié. Charcot surnomme Marin Durand « Marand Durin ». Il demande à rester non plus comme soutier, mais comme cadreur. Il dessine des carnets de croquis au cours de deux expéditions et expose avec Foujita et Maurice Utrillo. Il réalise alors un film et rapporte de ces expéditions une quinzaine de carnets de croquis qui lui permettront de réaliser des toiles.

### La vie civile
De retour à la vie civile en 1927, il peint et il expose. Il épouse Germaine Fauchon Villeplée (1905-1988). Ils partent en voyage de noces sur le Rose-Marine pour une croisière en mer d'Irlande. Marin-Marie travaille aussi dans l'affaire de son beau-père, à Ivry. Il fera la connaissance de son compatriote Alain Gerbault sur les pontons de Granville et voue une réelle admiration à Joshua Slocum.

### L'homme de la mer et l'ingénieur
Marin-Marie est passionné par le yachting, les régates, et la navigation solitaire. Il effectue la traversée de l'Atlantique sur Winibelle II en mai 1933, au départ de Douarnenez où il fait l'essai des trinquettes jumelles pour naviguer sans barrer vers Madère, la Martinique, et New York où il arrive le 17 août 1933. Il est le deuxième Français, après Alain Gerbault, autre natif de la Mayenne, à traverser l’Atlantique à la voile en solitaire.
Il supervise la construction de la vedette à moteur L'Arielle. En juin 1936, au Havre, au côté de Normandie, il réunit le « plus petit et le plus grand transatlantique du monde ». La vedette est ensuite embarquée à bord de Champlain. Marin Marie effectue la performance de la traversée de l'Atlantique en 19 jours à partir de New York sur la vedette à moteur diesel. Il est un des rares français à obtenir la Blue Water Medal (en) pour cette traversée en solitaire.
Ces passions se conjuguent avec sa vie de peintre, d'inventeur, de créateur en esthétique industrielle et navale. Consultant pour la Compagnie générale transatlantique, qui a mis en chantier à Saint-Nazaire le T6, futur Normandie, il en redessinera notamment les cheminées, au profilage aérodynamique très caractéristique et en fera ajouter une troisième, factice et contenant uniquement le chenil, pour équilibrer la silhouette de ce paquebot qui fut le chef-d'œuvre absolu de la construction navale. 
Marin-Marie participe aussi à de nombreuses expositions dans des galeries. 
Il partage son temps entre Paris, Saint-Hilaire-du-Harcouët, Fougerolles-du-Plessis et Chausey, où il revient toujours. Après la Seconde Guerre mondiale, il fera venir M. Gérouard, un natif de Fougerolles-du-Plessis comme lui, pour exploiter la ferme de l'île.
Il est nommé peintre officiel de la Marine en 1935. 

### La Seconde Guerre mondiale
Mobilisé comme officier de réserve interprète et du chiffre (ORIC), il est embarqué en 1940 sur le cuirassé Strasbourg et témoin de la destruction d'une partie de la flotte française par les Britanniques à Mers el-Kébir. Il est décoré de la croix de guerre à l'ordre de la division le 22 juillet 1940. Deux mois plus tard, à bord du contre-torpilleur Le Fantasque, il assiste à la tentative britannico-française de débarquement de Dakar. 
À partir de 1942, il ne fait plus que quelques croisières comme peintre de la Marine ou avec sa famille. 
Il est décoré de la Francisque par le régime de Vichy, de même que son frère Yves-Marie, capitaine de frégate.

### L'écrivain et peintre de marine
En 1945, Marin-Marie publie, en anglais, Wind aloft-wind alow, récit illustré de ses deux traversées en solitaire, et participe régulièrement au Salon de la Marine. Il pratique l'huile, la gouache, le dessin et l'aquarelle. Il a illustré des ouvrages, et réalisé des affiches. 
Il est promu officier de la Légion d'honneur en 1950. 
En 1957, il fait paraître l'ouvrage Grands coureurs et plaisanciers. À la fois témoin et acteur direct, il brosse la fresque de l'âge d'or du yachting et des premières navigations en solitaire. Il effectue un dernier grand voyage à Bora-Bora, en 1969, qui lui permettra de rejoindre son fils Yves Durand Couppel de Saint-Front et de peindre à ses côtés les paysages polynésiens.
Il meurt en 1987 dans sa maison de Saint-Hilaire-du-Harcouët, titulaire de nombreuses distinctions tant dans le domaine maritime qu'artistique. Ayant navigué sur tous les types de navire, il restera un témoin majeur de l’histoire de la marine française. Il avait été promu commandeur de l'ordre du Mérite maritime et de l'ordre des Arts et des Lettres. Une exposition lui a été consacrée à Paris au musée national de la Marine du 21 septembre 1989 au 26 novembre 1989.

## Distinctions
- Croix de guerre 1939-1945
- Ordre de la Francisque
- Officier de la Légion d'honneur
- Commandeur de l'ordre des Arts et des Lettres

## Illustrations
- Marin-Marie 1901-1987, carnets de dessins, Gallimard, collection Nouveaux Plaisirs.
- Vent dessus, vent dedans, édition en anglais en 1945, puis chez Gallimard en 1989.
- Livre d'Or du yachting.
- Le ciel et la mer, avec la collaboration de Pierre Sizaire.
- Grands coureurs et plaisanciers, 1re édition de 1957, 205 exemplaires, réédité en 2003.
- Roger Vercel, Pêcheurs des quatre mers, 1957.
- Édouard Peisson, Gens de mer.
- Rudyard Kipling, "Capitaines courageux", La Belle Edition

## Expositions
- 2005 : La ville de Saint-Briac-sur-Mer pour son 10ème Festival d'Art organisa au Couvent de la Sagesse une exposition :  Dix regards de peintres de marines consacrée à Édouard Adam (1847-1929), Étienne Blandin (1903-1991), Albert Brenet (1903-2005), Roger Chapelet (1903-1995), Lucien-Victor Delpy (1898-1967), Ernest Guérin (1887-1952), Marin-Marie (1901-1987), Mathurin Méheut (1882-1958), Joseph-Honoré Pellegrin (1793-1849) et aux Roux : Joseph (1725-1789), Antoine (1765-1835), et François Joseph Frédéric (1805-1870).
- 2009 : rétrospective de 150 œuvres, toiles, dessins, objets, de juillet au 13 septembre, à l'église Saint-Sauveur de Saint-Malo[3].
- 2015 : exposition aux archives départementales de la Manche[4] et à Cancale[5].